# Tristán Achával
Tristán Achával y Ezcurra, político argentino, gobernador de la provincia de Córdoba.

## Biografía
Nació en Santiago del Estero el 19 de agosto de 1811. Allí Carlos Achával, su padre, había integrado la junta gubernativa en 1810.
Al finalizar los estudios primarios en su ciudad natal, siguió los secundarios mediante una de las becas a alumnos del interior que otorgaba el gobernador de Buenos Aires, Martín Rodríguez.
De esta manera, pudo seguir los cursos del Colegio de Ciencias Morales, en Buenos Aires, los cuales no concluyó, trasladándose a la Ciudad de Córdoba, lugar donde se casó con Pastora Rodríguez. En dicha ciudad, en 1843, nació su hijo Tristán Achával Rodríguez, quien sería un renombrado político y jurisconsulto.
En Córdoba desarrolló actividades comerciales e intervino en política.
En 1854 fue nombrado diputado por Catamarca ante el Congreso de Paraná y, posteriormente, por Córdoba. En 1861, fue ministro secretario del Dr. Fernando Félix de Allende, a cargo del gobierno cordobés. Éste, el 3 de noviembre delegó el mando en Achával.
El 12 de noviembre de 1861 se produjo una revolución, encabezada por Manuel J. Olascoaga, siendo el Dr. Achával derrocado y hecho prisionero. 
En 1872 fue representante por su provincia natal en el Congreso.
Falleció en la Ciudad de Córdoba, en 1874.